# محله هوایی استن ایگزکیتیو
محله هوایی استن ایگزکیتیو (به انگلیسی: Austin Executive Airpark) یک فرودگاه همگانی است که یک باند فرود آسفالت دارد و طول باند آن ۸۵۳ متر است. این فرودگاه در شهر آستین، تگزاس کشور ایالات متحده آمریکا قرار دارد و در ارتفاع ۲۳۲ متری از سطح دریا واقع شده‌است.